# Todiramphus lazuli
Todiramphus lazuli е вид птица от семейство Alcedinidae. Видът е почти застрашен от изчезване.

## Разпространение
Видът е разпространен в Индонезия.